# Ахмедіє (мечеть)
Мечеть Ахмедіє (тур. Ahmediye Camii) також відома як Мечеть Кефче Деде (тур. Kefçe Dede Camii) - мечеть в мікрорайоні Ахмедіє району Ускюдар в азійській частині Стамбула.
Побудована архітектором Мехметом Тахиром-агой  в османському стилі. Будівництво почалося в 1721 і тривало лише рік. Мечеть двічі ремонтувалася (1861 та 1885) та повністю реставрувалася (1965).
Спочатку замислювалася як єдина будова, але пізніше поряд влаштовано цвинтар і зведено додаткові будівлі (імарет, фонтан, мектеб, медресе, бібліотека).
До 2008 район, в якому розташована мечеть, називався «Кефче Деде»; звідси і друга назва мечеті.